# Orochelidon murina
Orochelidon murina là một loài chim trong họ Hirundinidae.